# مسجد كرماني
مسجد كرماني (بالفارسية: مسجد کرمانی) هو مسجد تاريخي يعود إلى عصر القاجاريون، ويقع في أصفهان.